# تترامتیل‌سیلان
تترامتیل‌سیلان (به انگلیسی: Tetramethylsilane) یک ترکیب شیمیایی با شناسه پاب‌کم ۶۳۹۶ است. شکل ظاهری این ترکیب، مایع بی‌رنگ است.